# Podziemna Trasa Turystyczna w Kłodzku

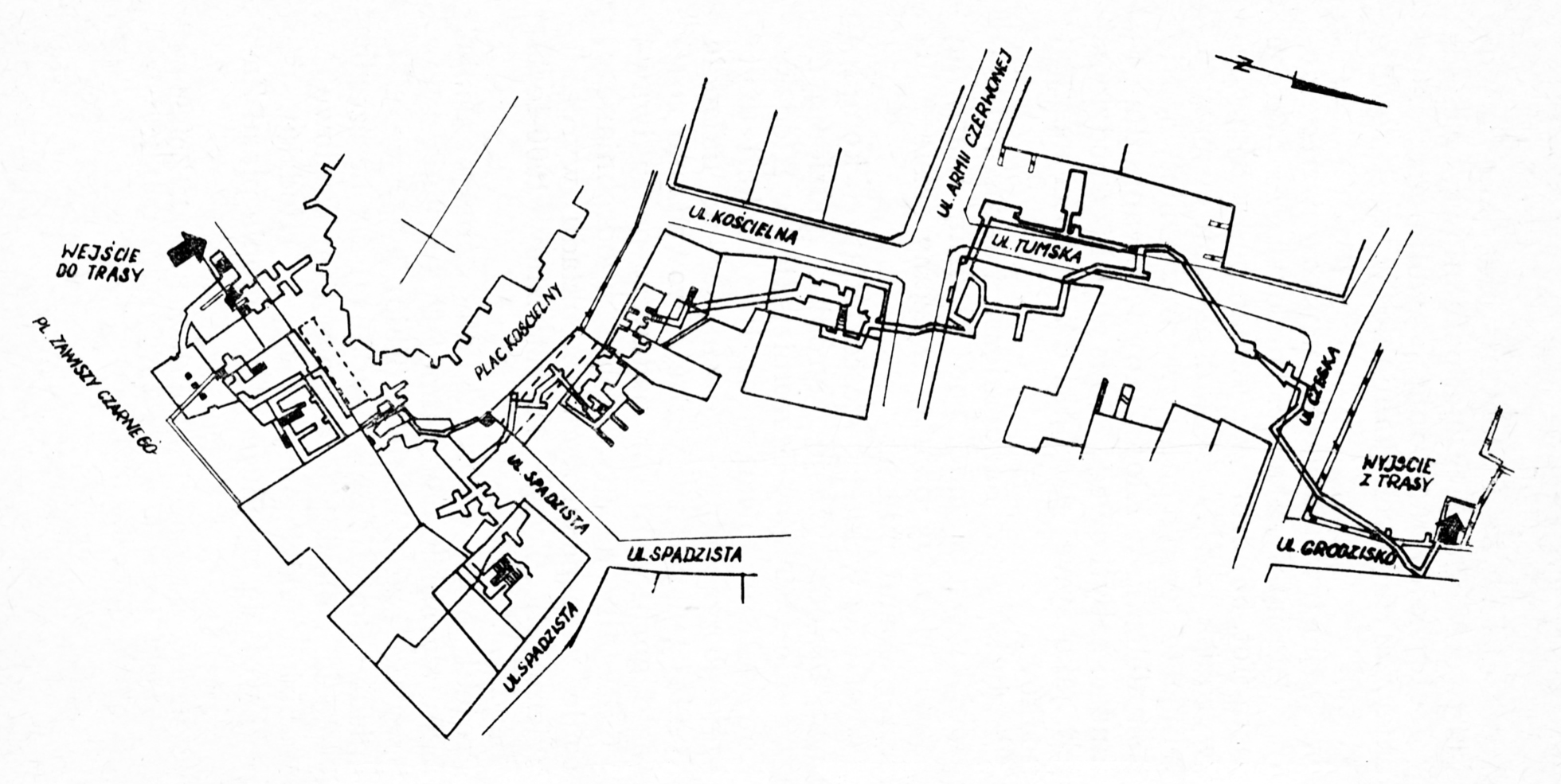
Plan sytuacyjny trasy

Podziemna Trasa Turystyczna im. Tysiąclecia Państwa Polskiego w Kłodzku – udostępniona do zwiedzania część podziemi, położonych pod kłodzką starówką. Trasa ma długość około 700 m i jest w niej kilkanaście sal tematycznych z eksponatami dotyczącymi historii miasta.

## Podziemia kłodzkie
Pod znaczną częścią kłodzkiej starówki już od średniowiecza drążono głębokie piwnice, często dwukondygnacyjne. Podziemia te służyły dawnym mieszkańcom miasta jako magazyny żywności, oraz jako schronienie w wypadku najazdu obcych wojsk. Wydrążone w miękkim, lessowym podłożu piwnice były do wybuchu wojny doraźnie konserwowane i remontowane przez Niemców. W czasie wojny i po jej zakończeniu prac tych zaniechano.

W latach 50. i 60. XX w. w obrębie starówki miała miejsce seria katastrof budowlanych, polegających na zapadaniu się piwnic i uszkodzeniach ścian nośnych domów. Zniszczeniu uległo około 200 budynków położonych wzdłuż ulic: Czeskiej, Armii Czerwonej (ob. Armii Krajowej), Łukasińskiego i Niskiej, oraz przy placu Chrobrego. Przyczyną były wody opadowe spływające ze zboczy Fortecznej Góry i podmywające fundamenty domów – dodatkowo osłabione podziemiami. Do prac nad zabezpieczeniem kłodzkiej starówki przystąpił zespół specjalistów z krakowskiej AGH pod kierunkiem prof. Zbigniewa Strzeleckiego, specjalizującego się w ratowaniu miast zagrożonych oddziaływaniem wyrobisk podziemnych. W latach 1962 do 1976 w podziemiach były wykonywane prace zabezpieczające, prowadzone przez Przedsiębiorstwo Robót Górniczych w Wałbrzychu. W efekcie zabezpieczono kłodzkie wyrobiska podziemne, przy czym ich część udostępniono do zwiedzania.

Decyzją wojewódzkiego konserwatora zabytków z dnia 3 stycznia 1977 roku podziemia zostały wpisane do rejestru zabytków

## Opis trasy
Trasa turystyczna ma około 700 m długości, a została otwarta w roku 1976. Trasa prowadzi pod placem Kościelnym, a następnie pod ulicami: Kościelną, Armii Krajowej, Tumską i Czeską. Pawilon wejściowy ulokowano u podnóża udostępnionej do zwiedzania twierdzy, co jest logicznym połączeniem dwóch głównych ciągów spacerowych dla turystów zwiedzających Kłodzko. Wzdłuż trasy, w odbudowanych salach piwnicznych urządzone są ekspozycje z eksponatami dotyczącymi historii miasta i pokazujące życie codzienne jego mieszkańców. Są tam zaprezentowane między innymi: naczynia apteczne, narzędzia katowskie, pralnia, piec piekarski, karczma i kantor kupiecki. Na trasie jest zainstalowany interaktywny system nagłośnienia. Z głośników płyną dźwięki dawnego miasta (odgłosy jarmarku, muzyka mieszczańska, odgłosy biesiadników w dawnej karczmie), a także odgłosy bitwy. Poza tym z projektorów wyświetlane są animacje, np. szczury, które reagują na ruchy przechodniów.

## Galeria

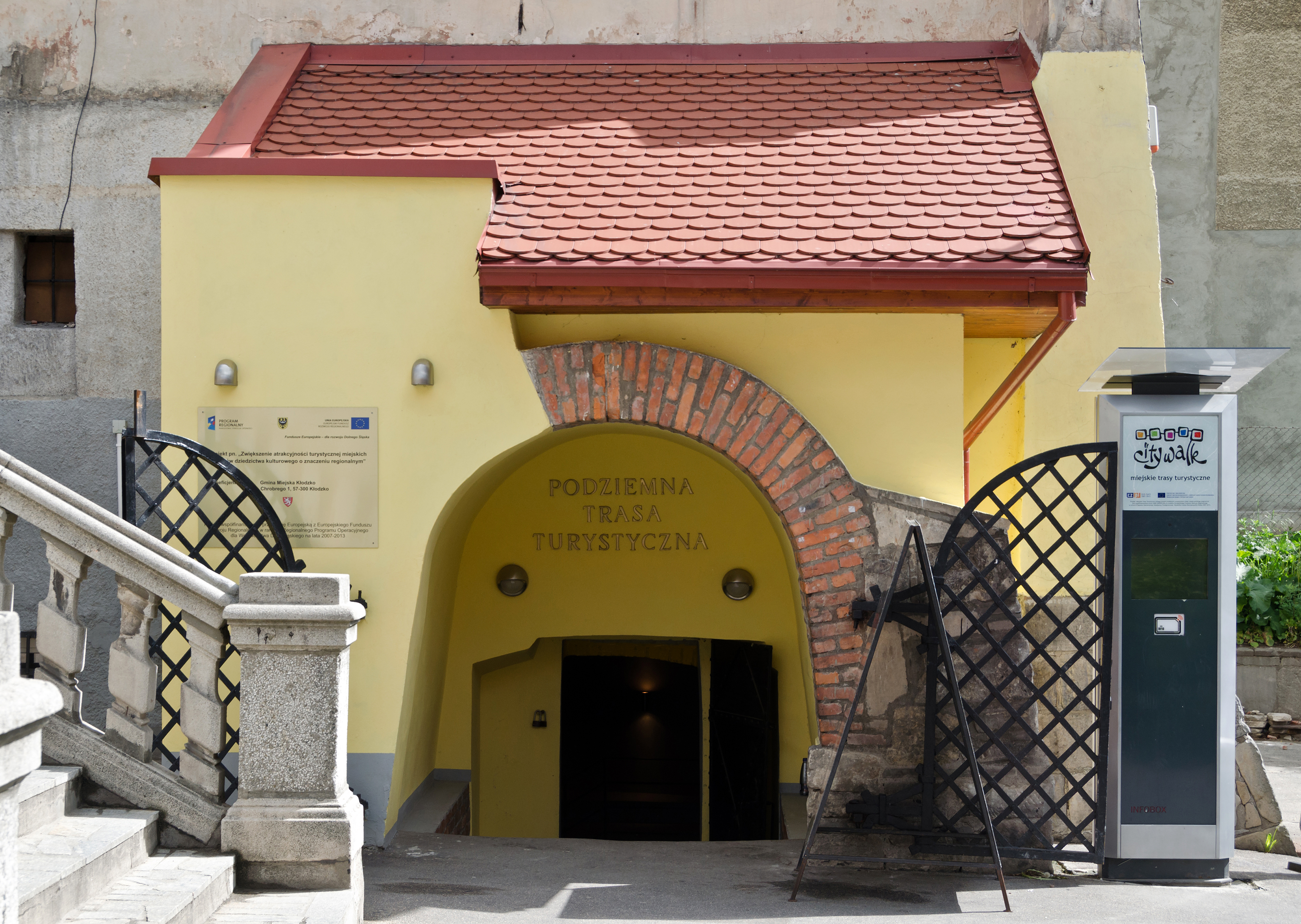
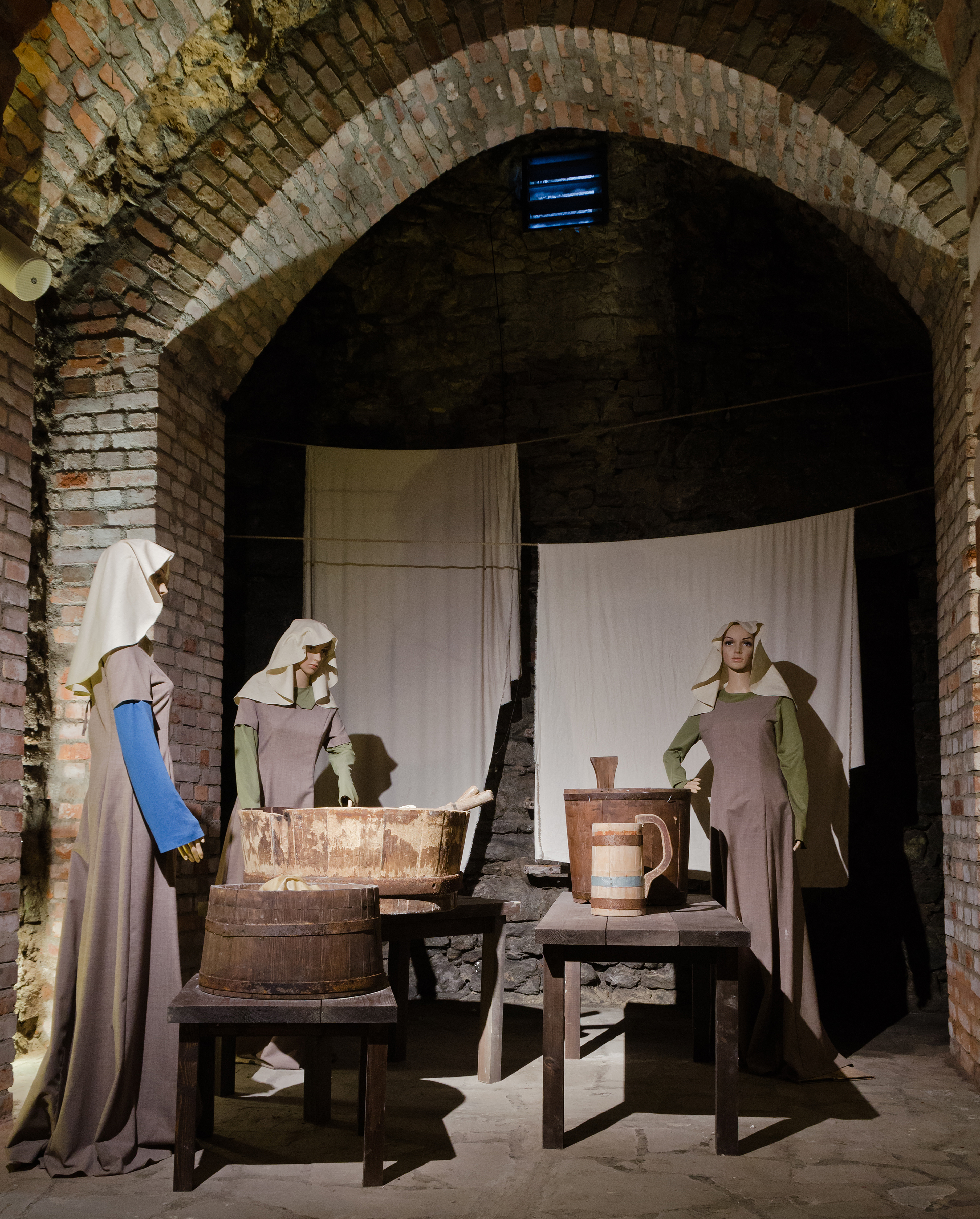
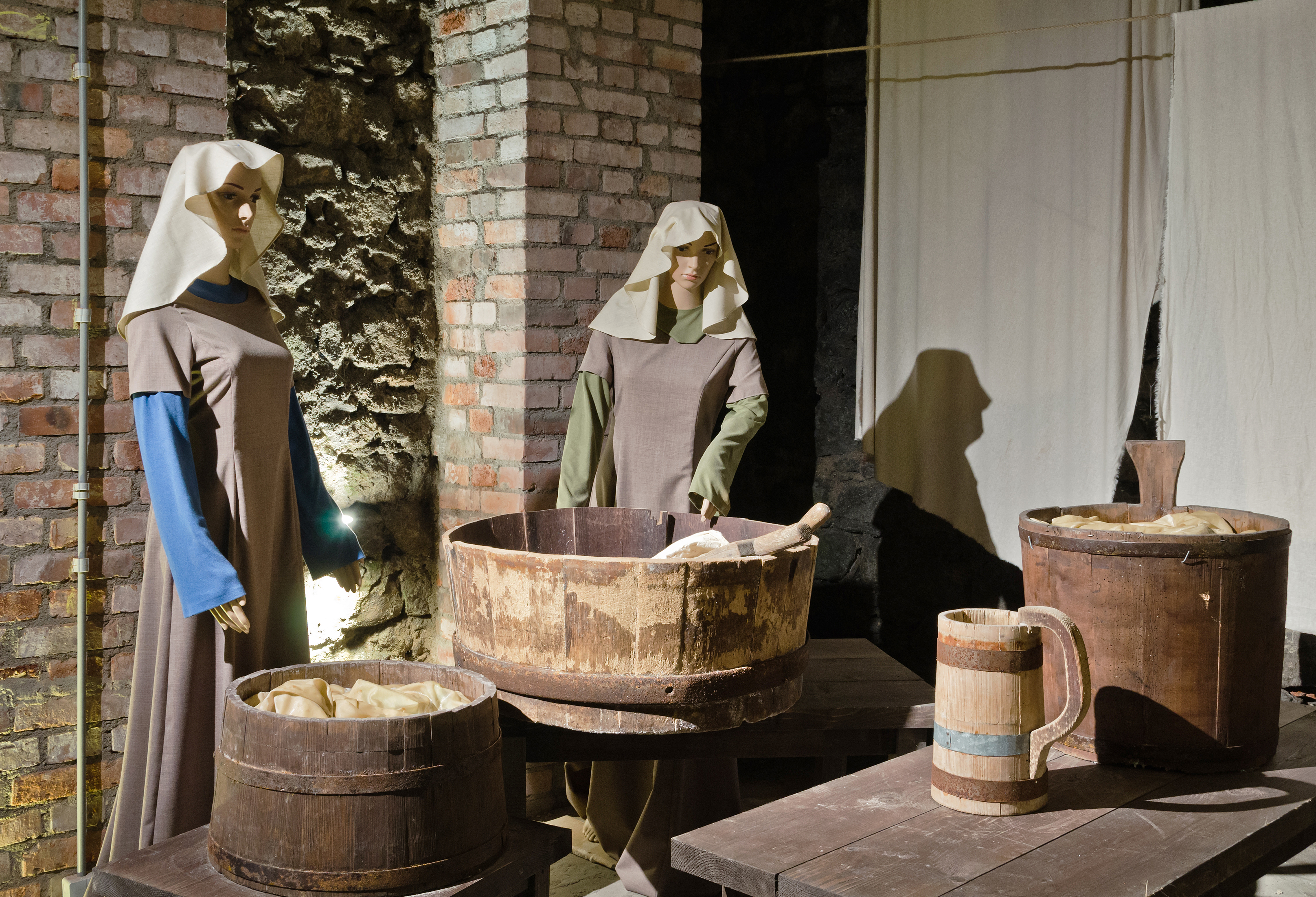
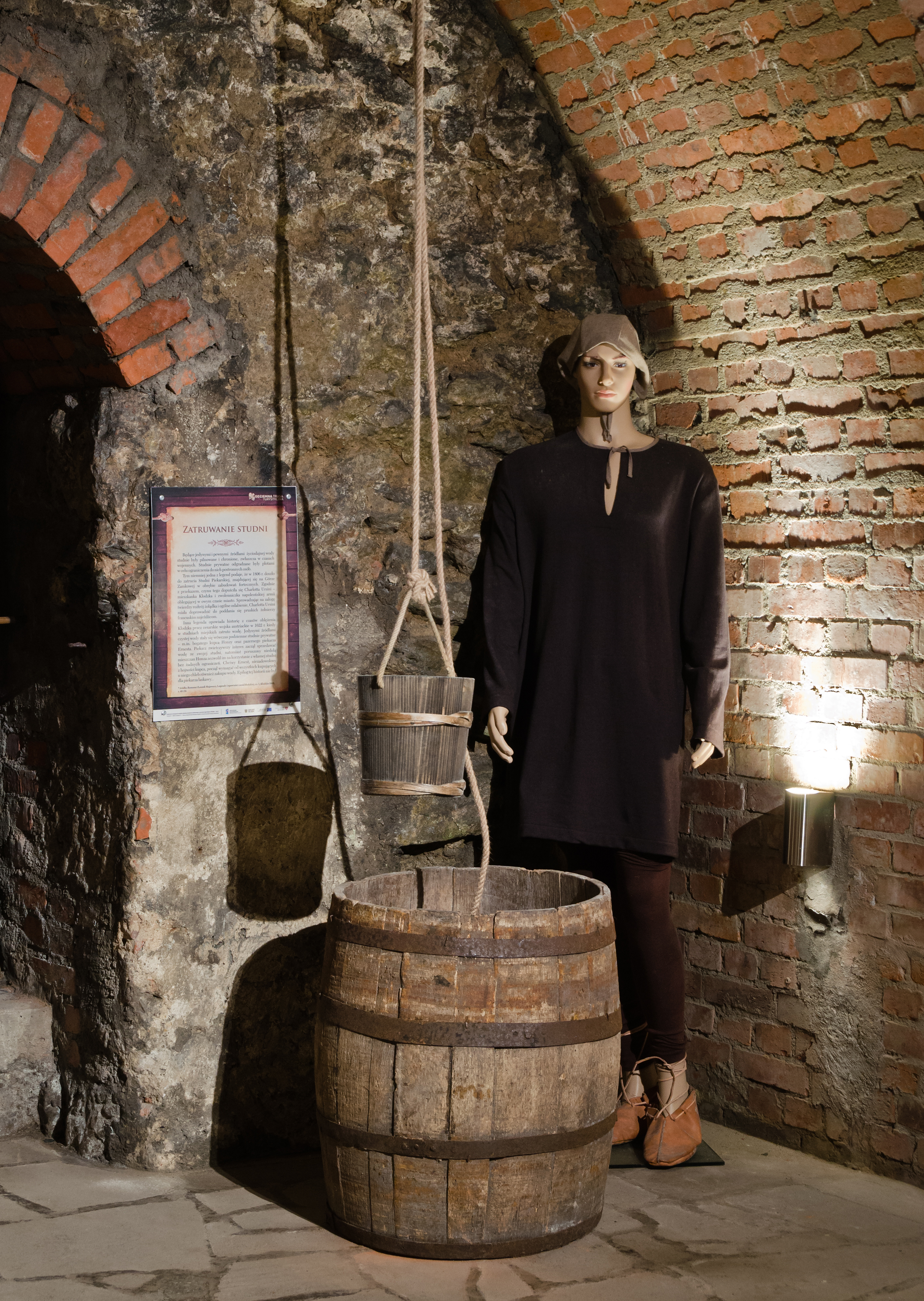
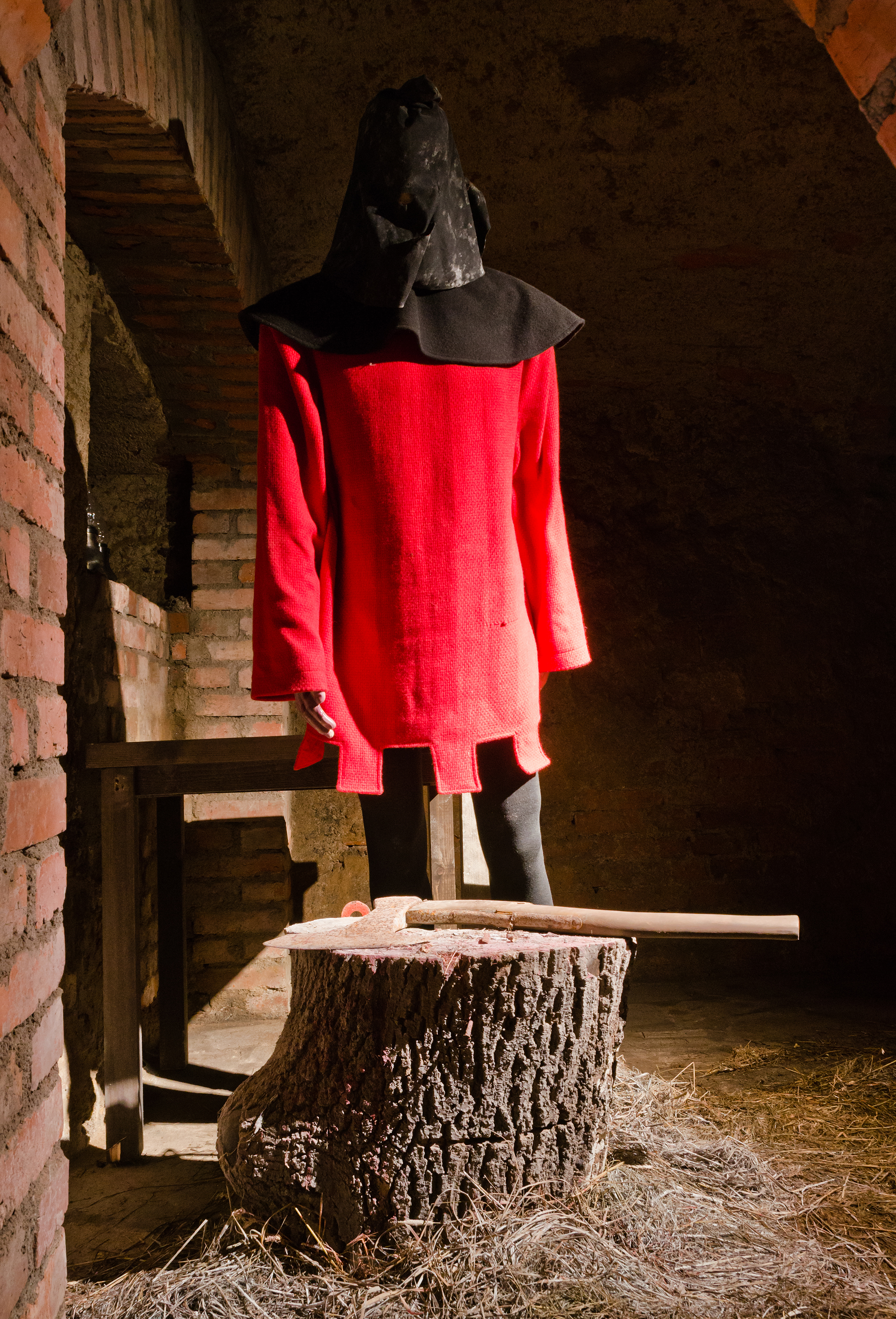
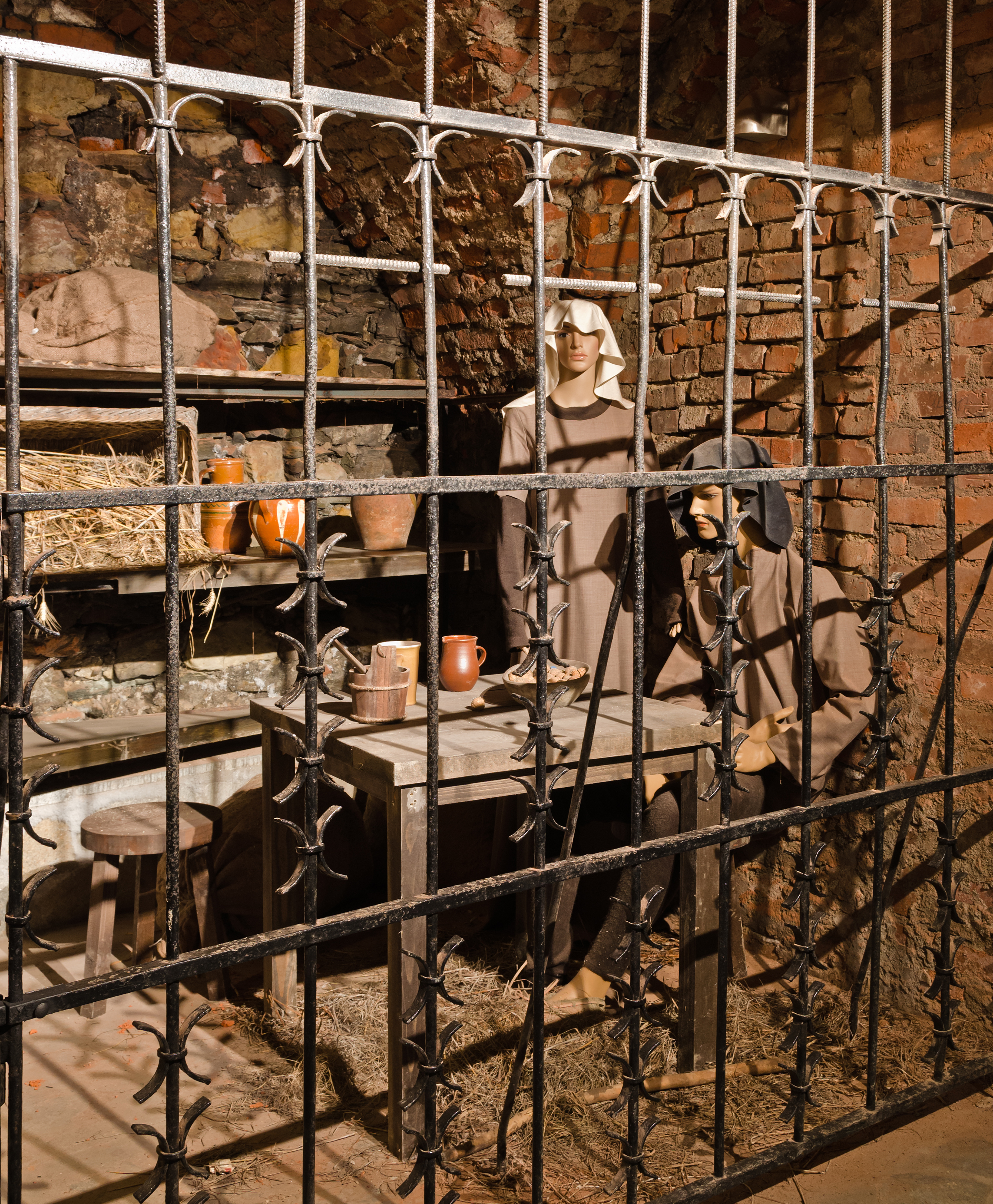
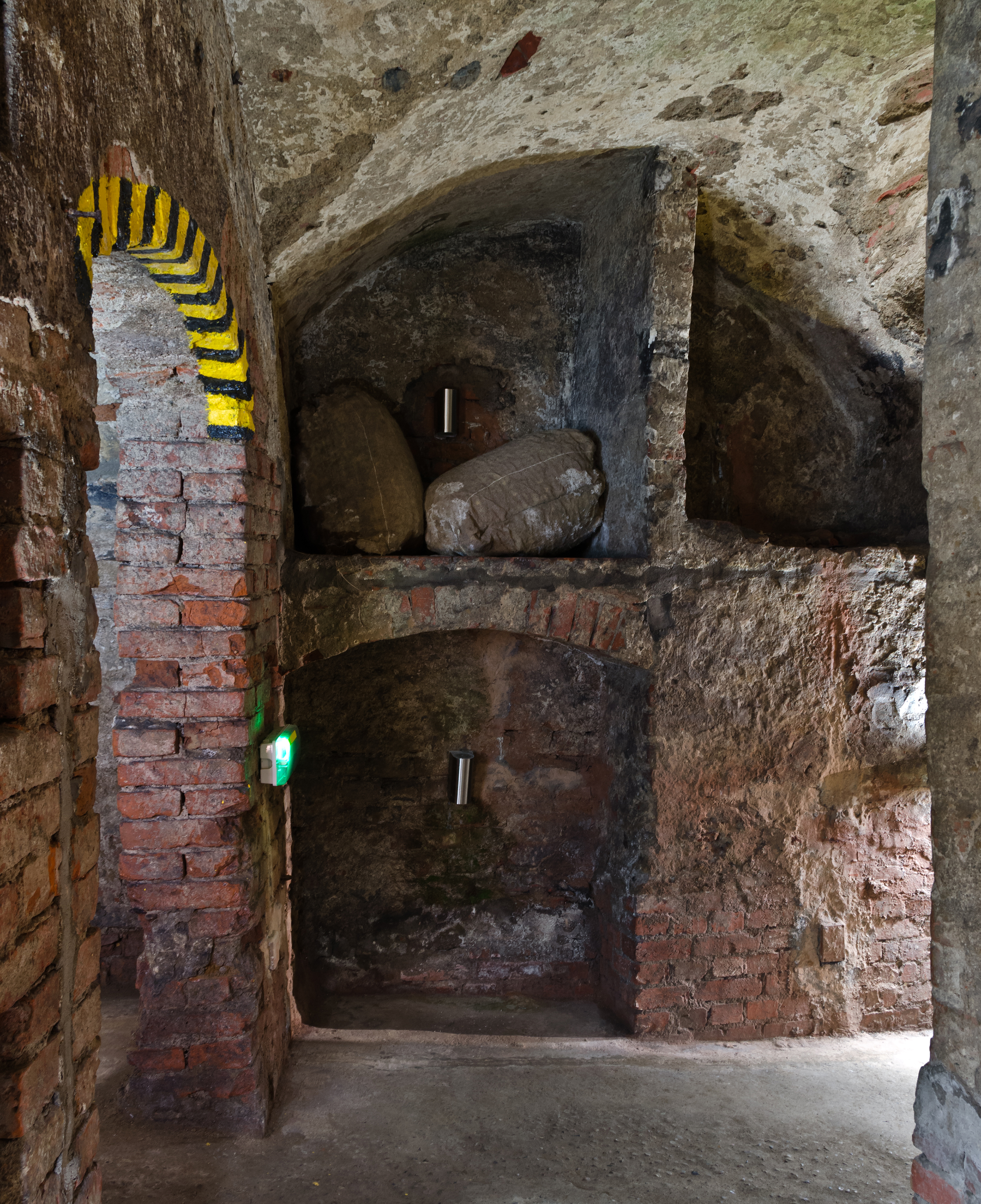
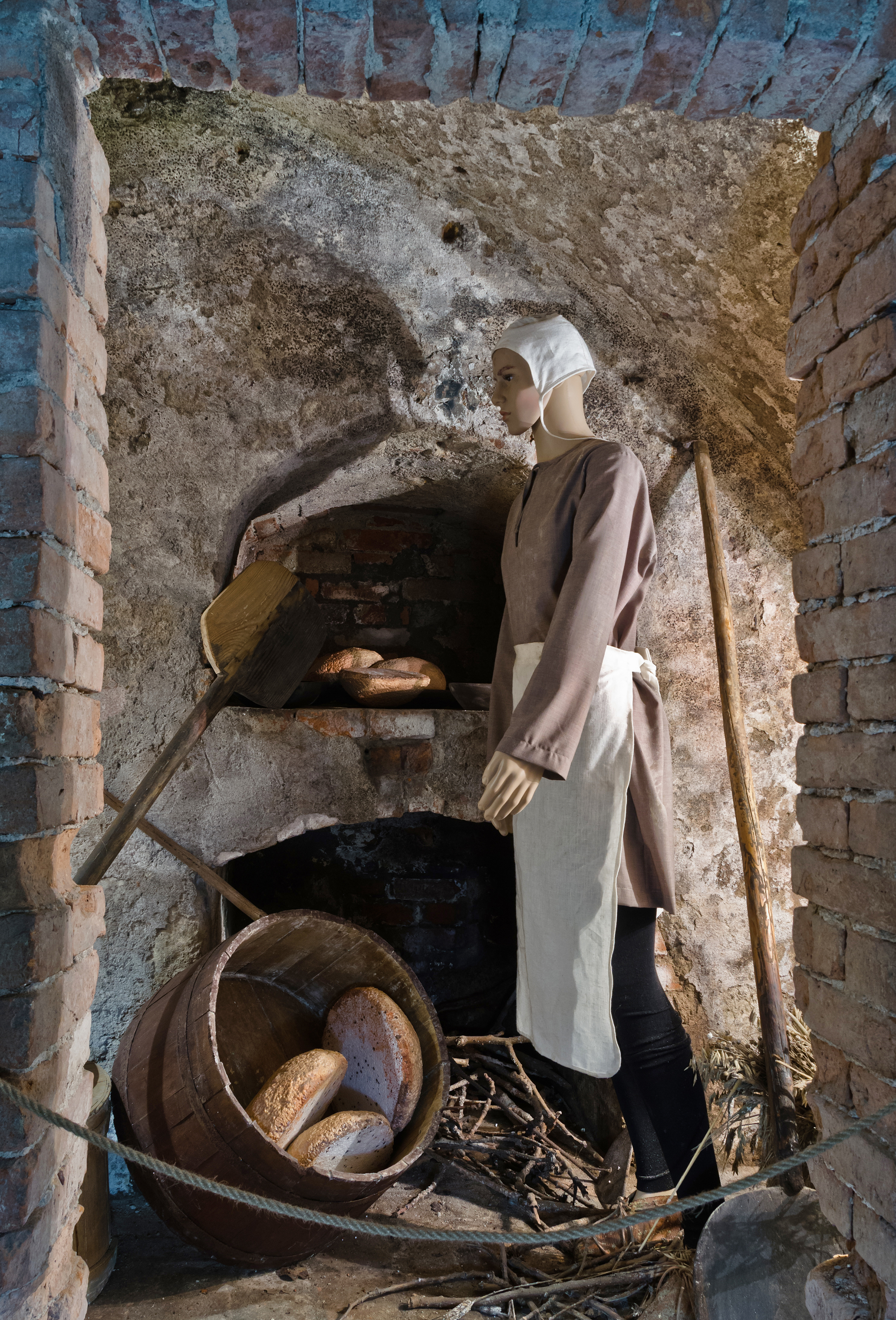
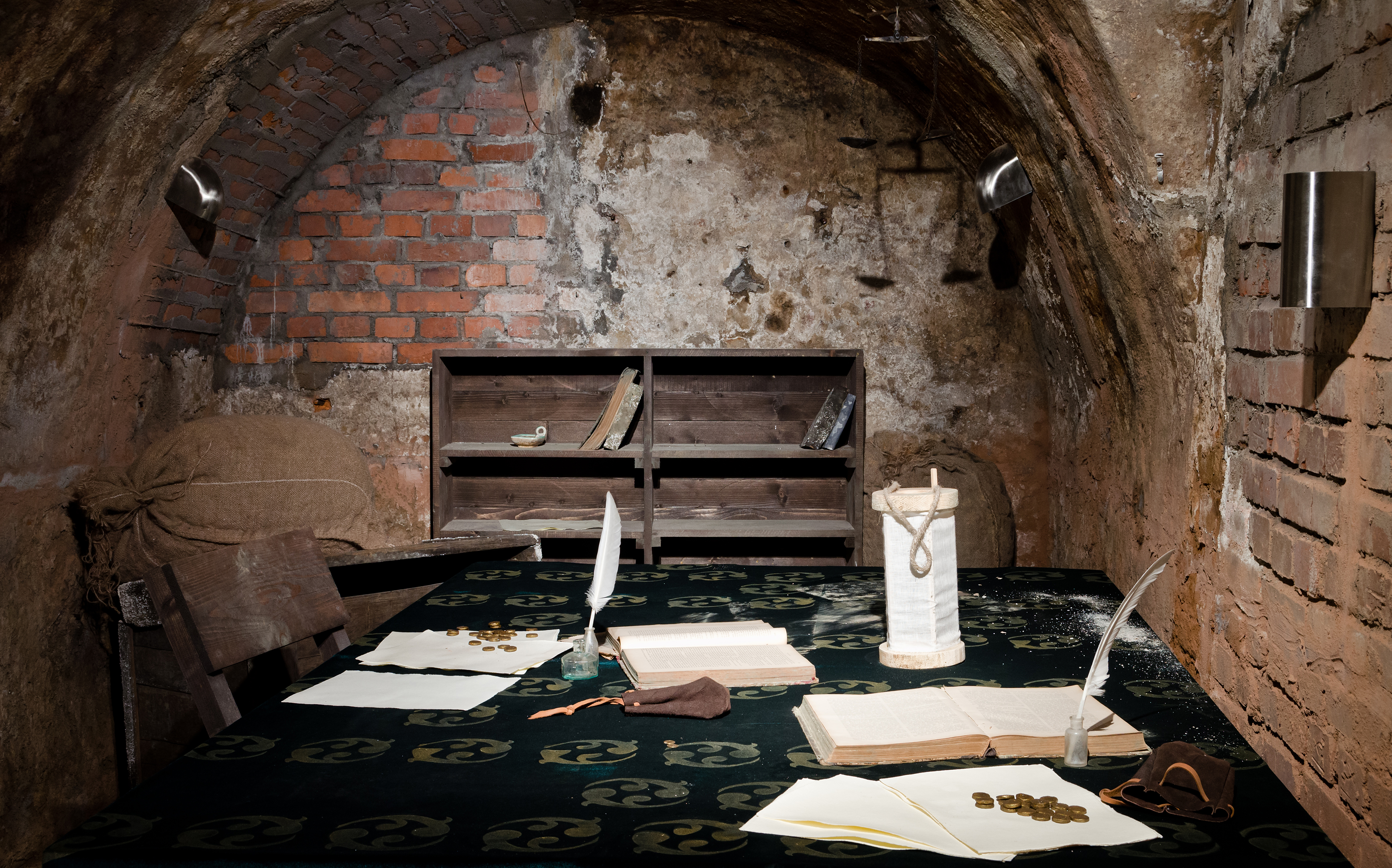
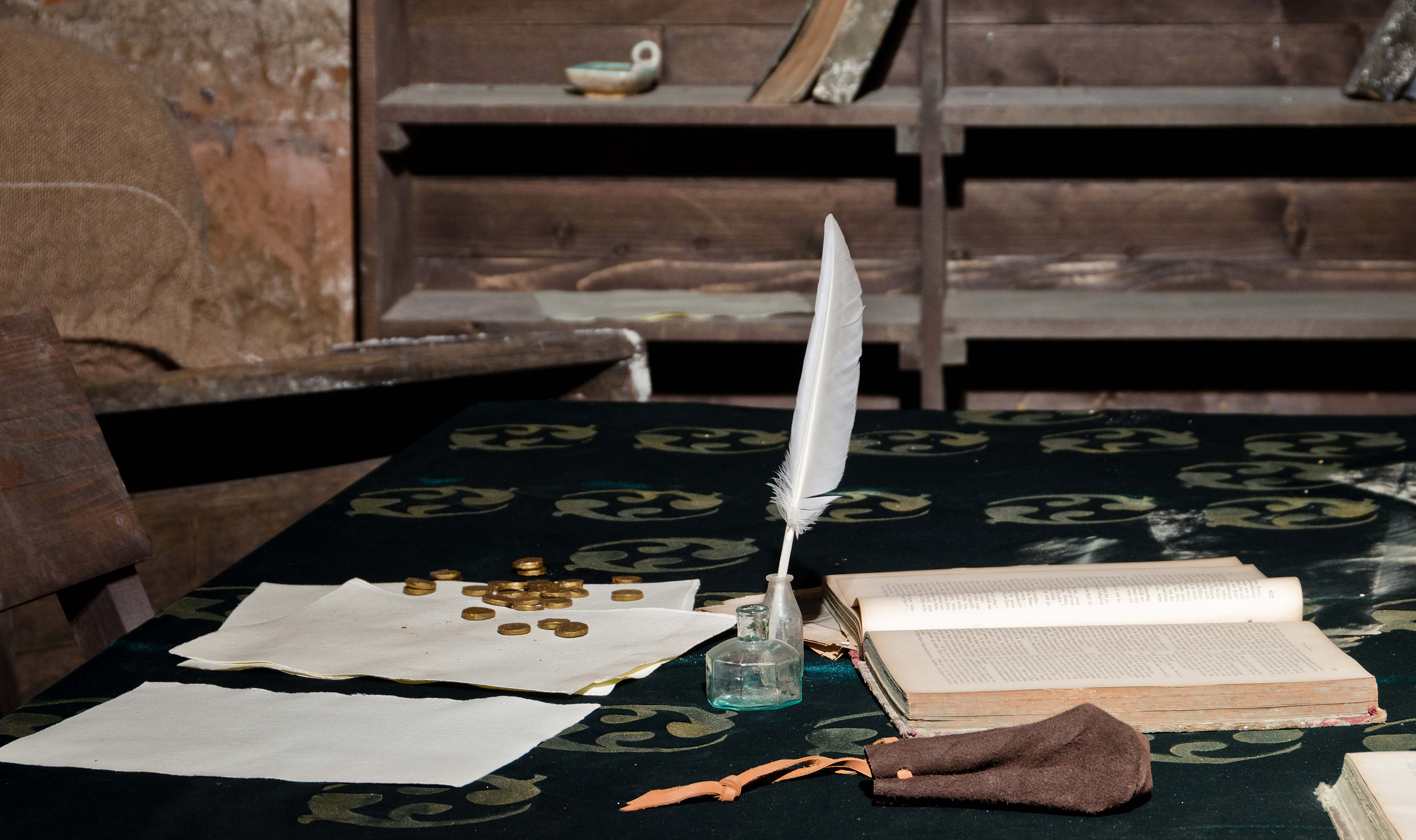
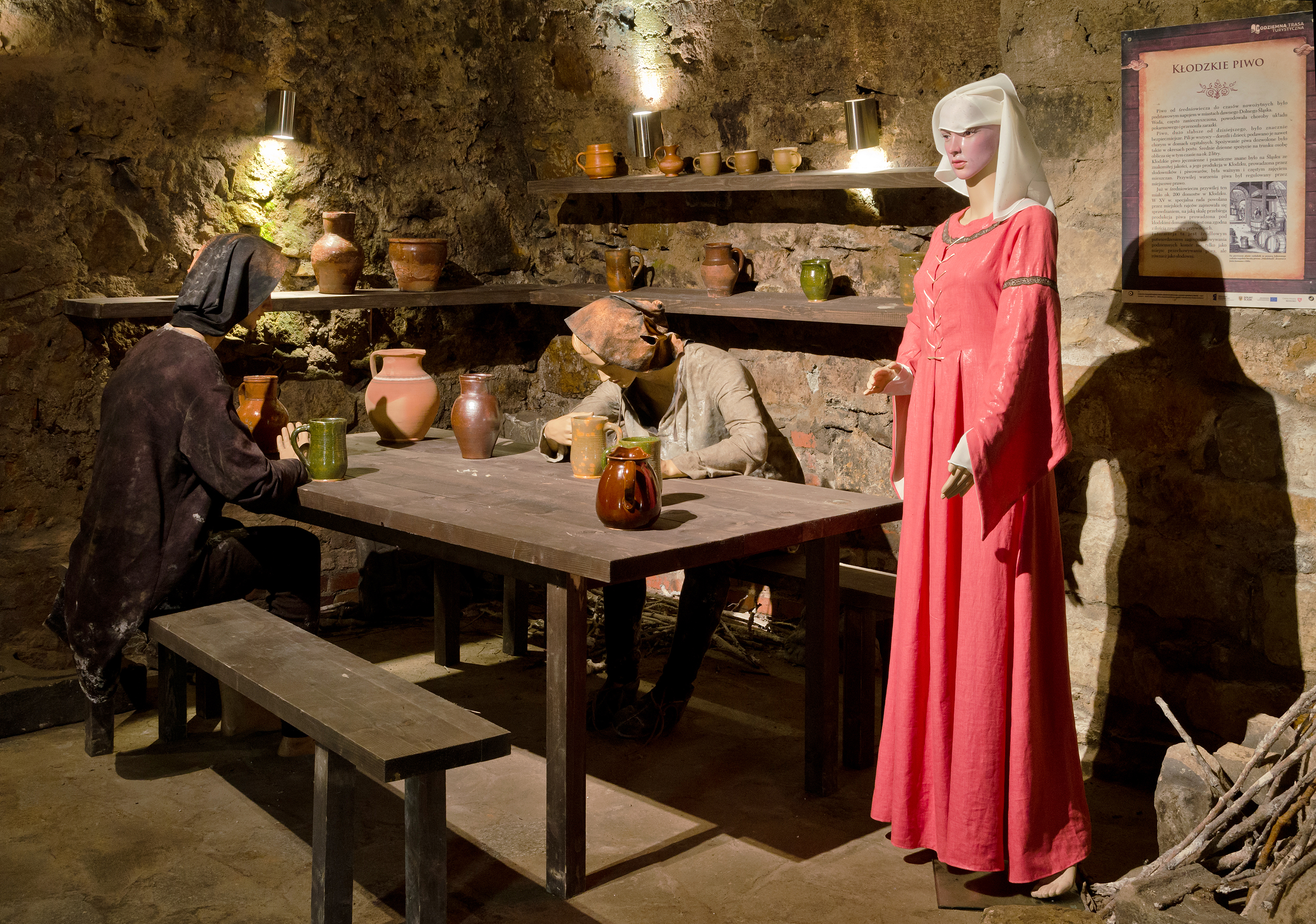
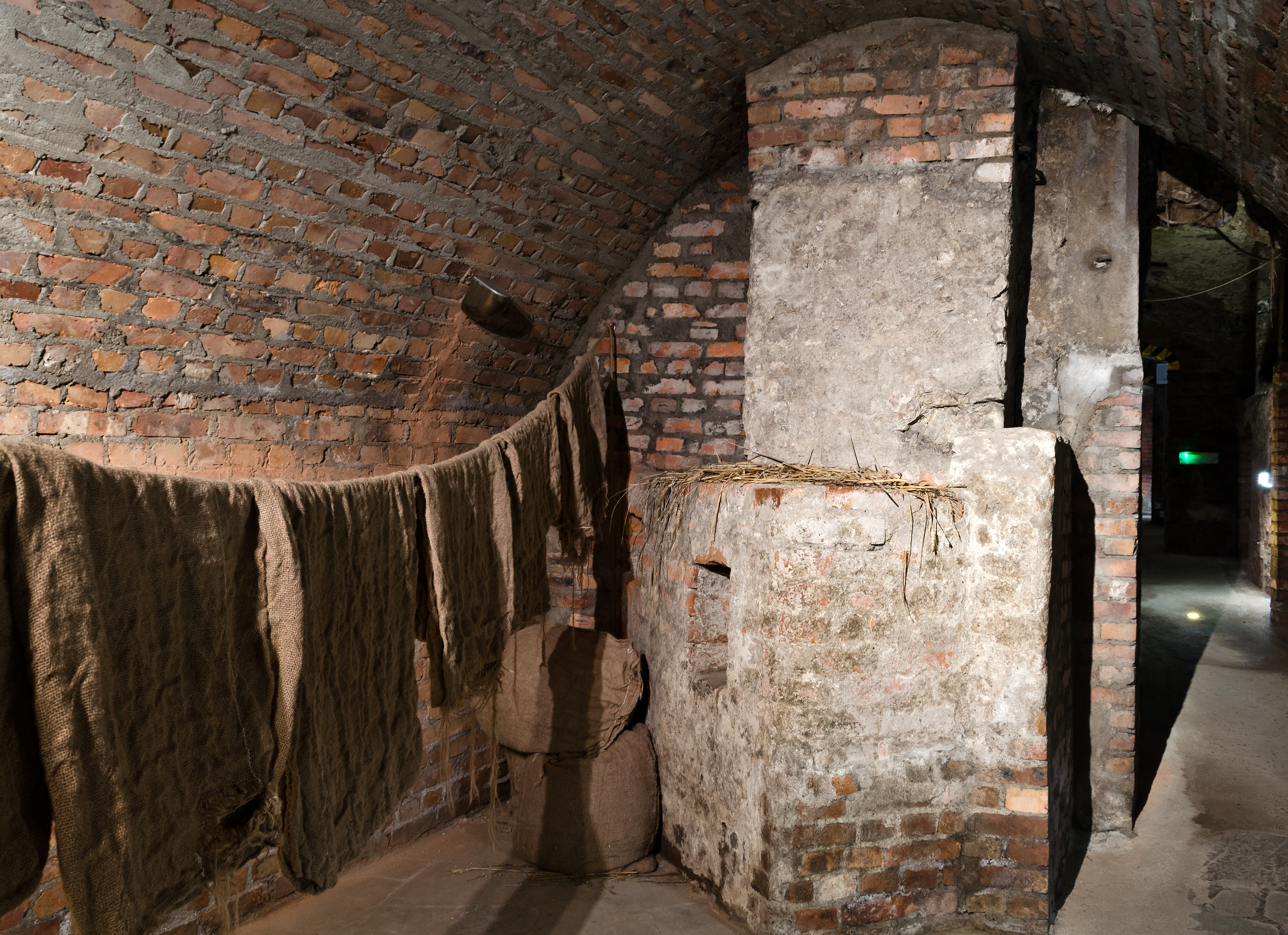
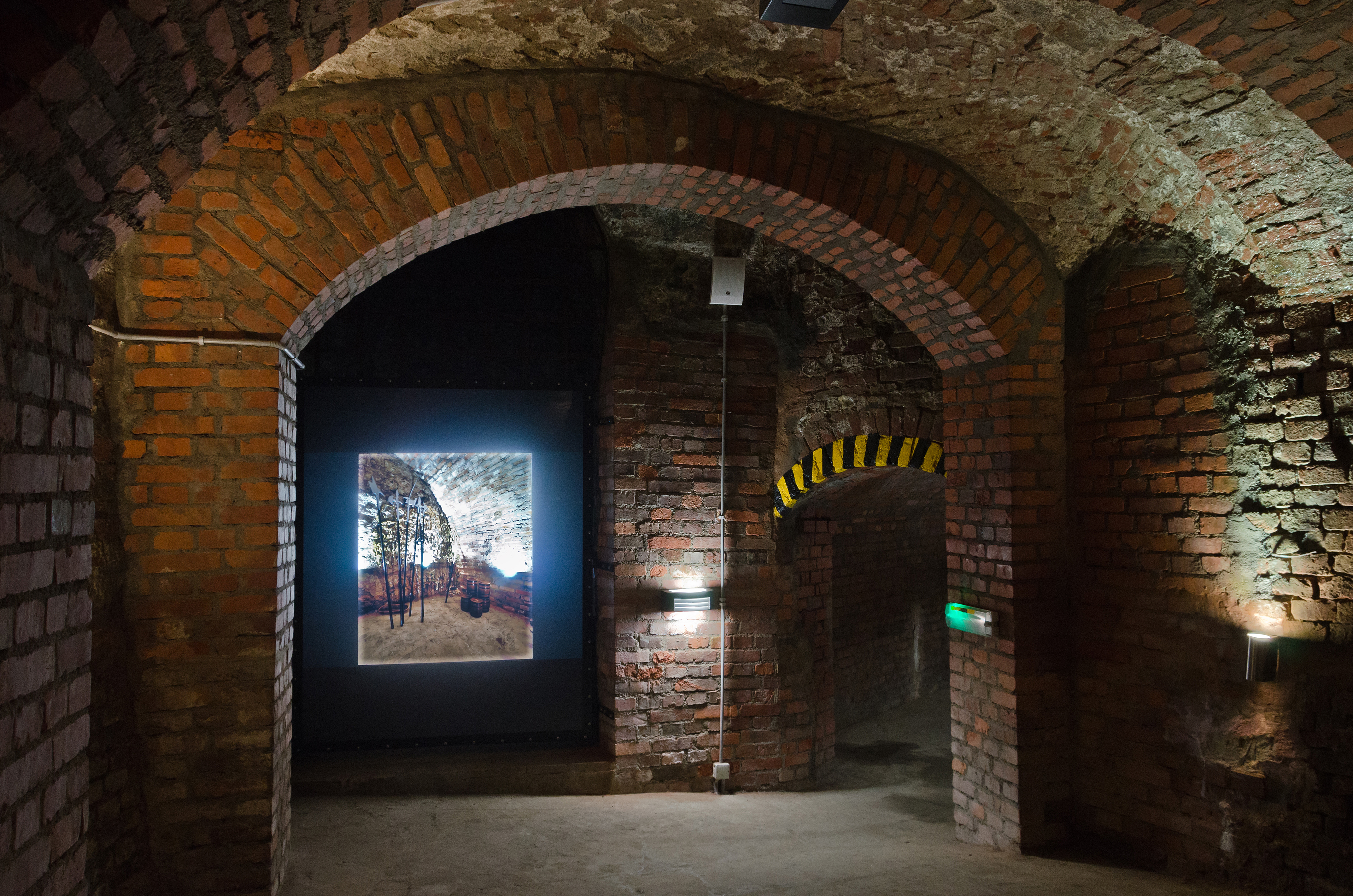
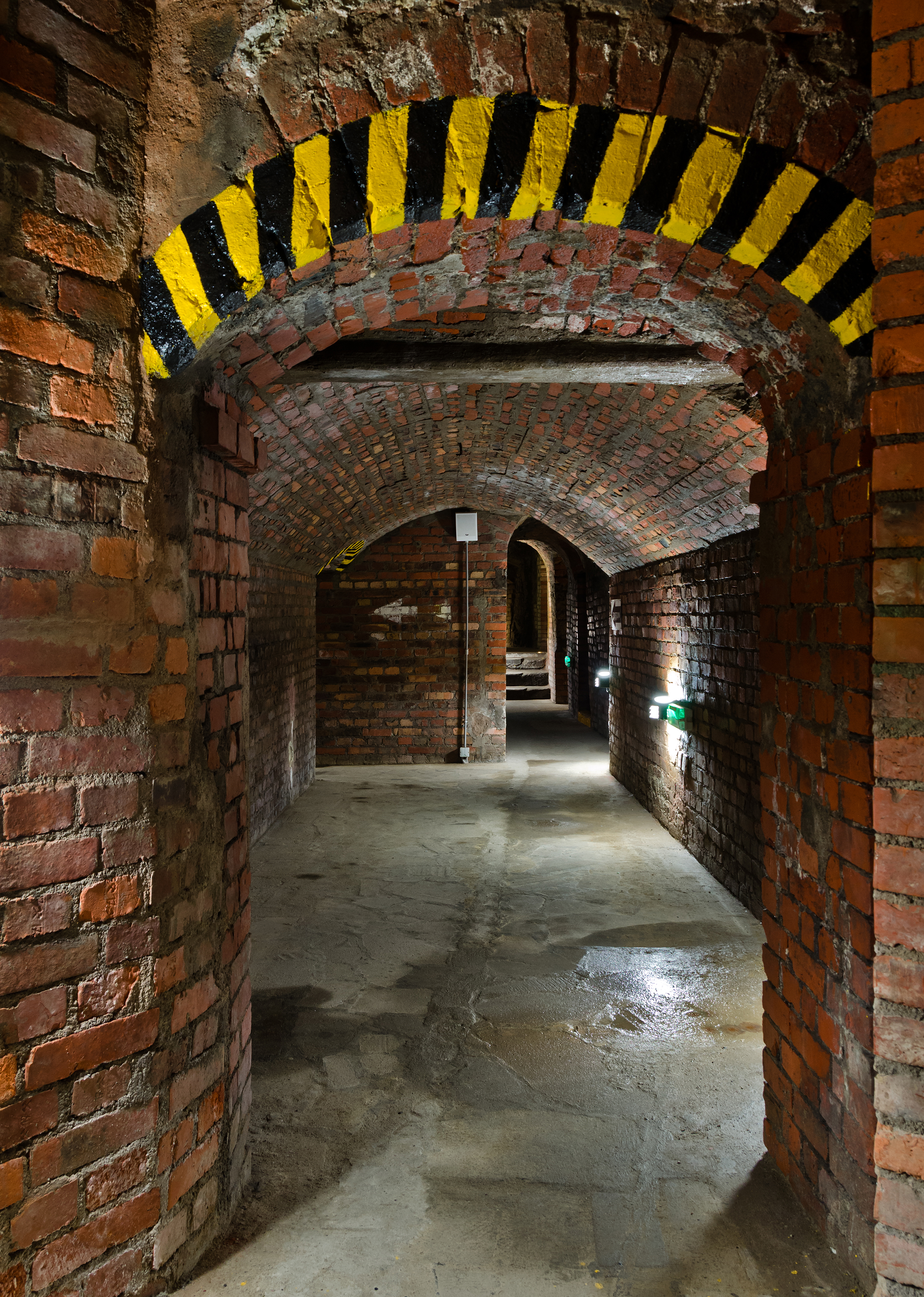
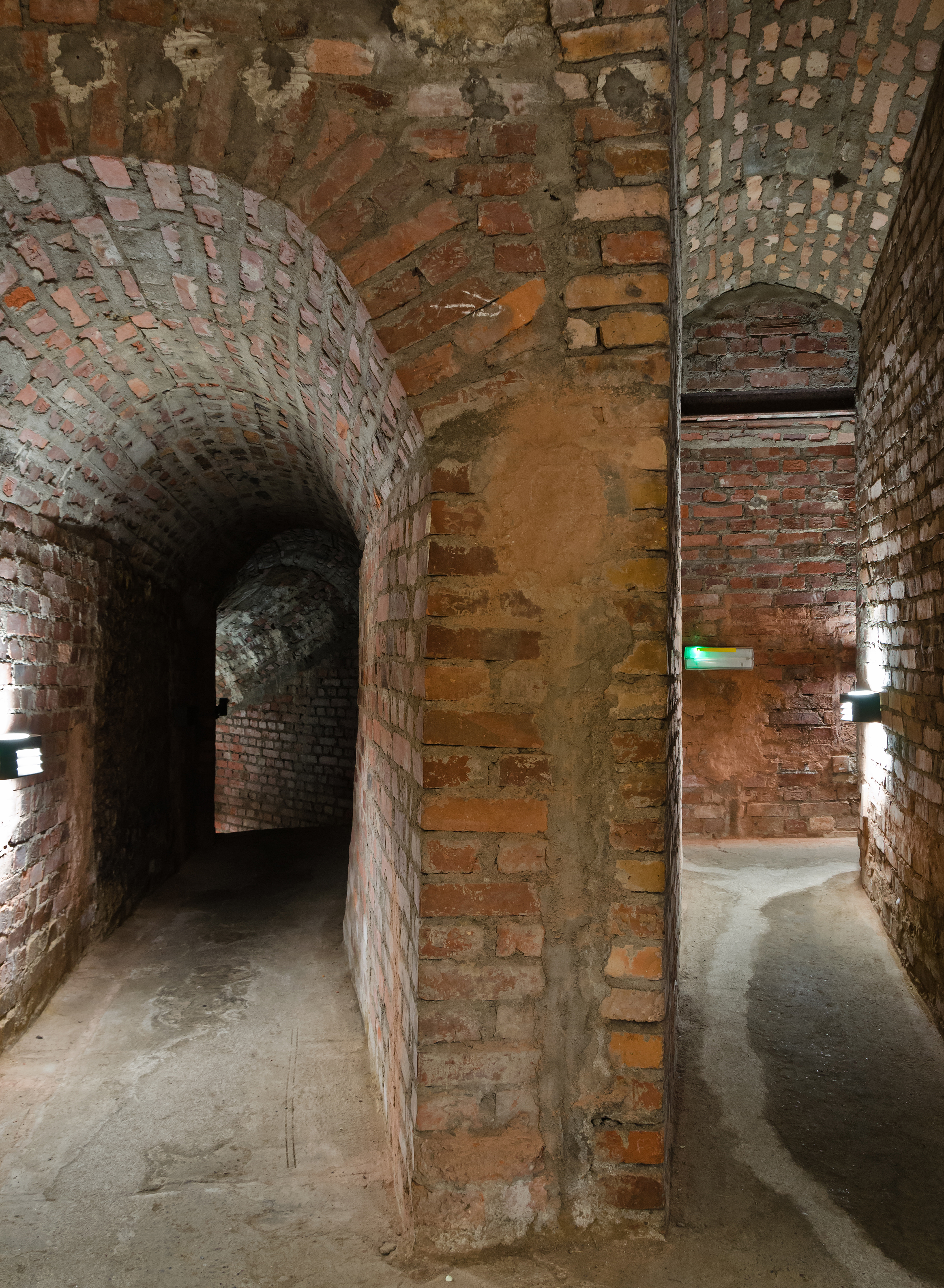
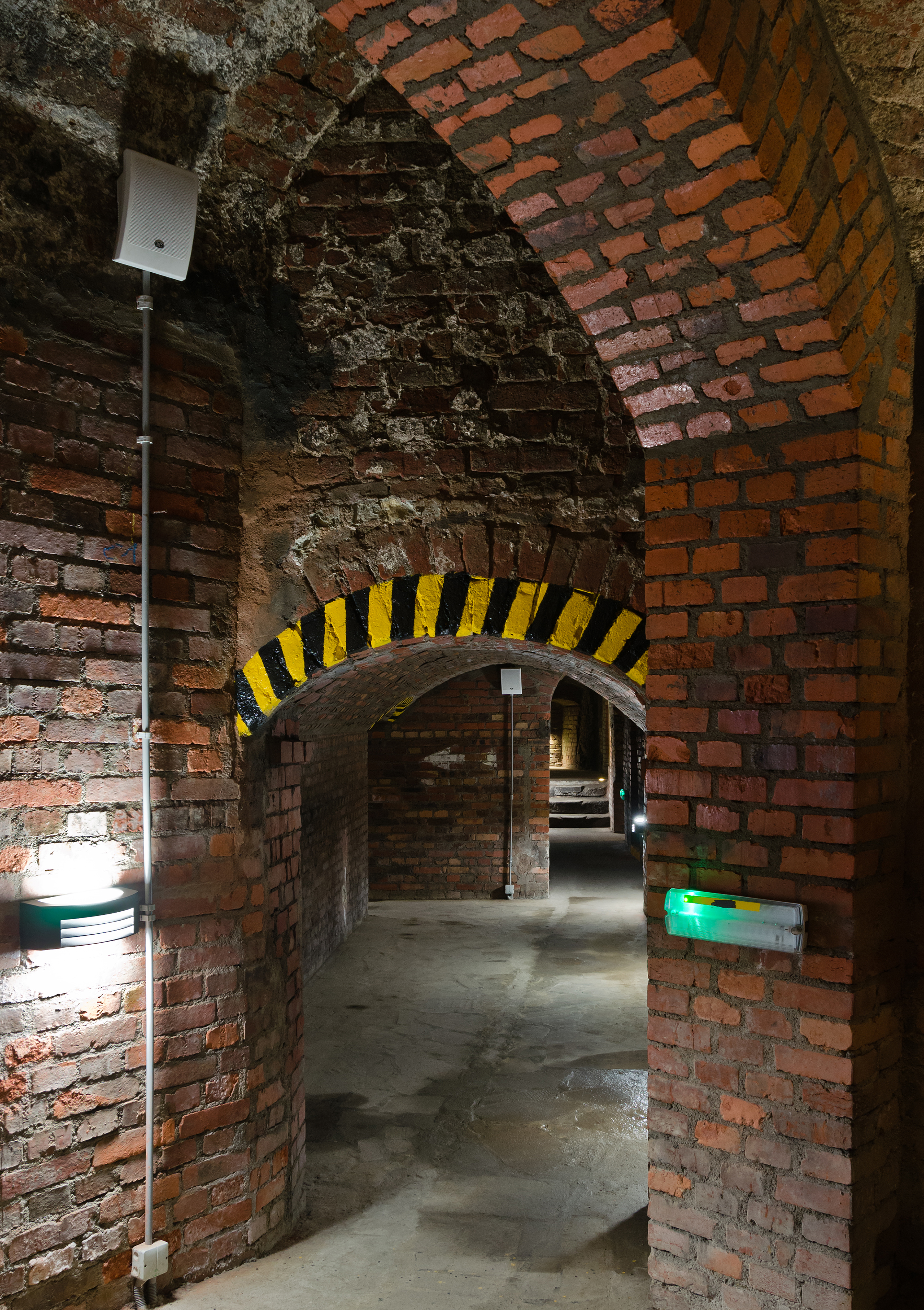
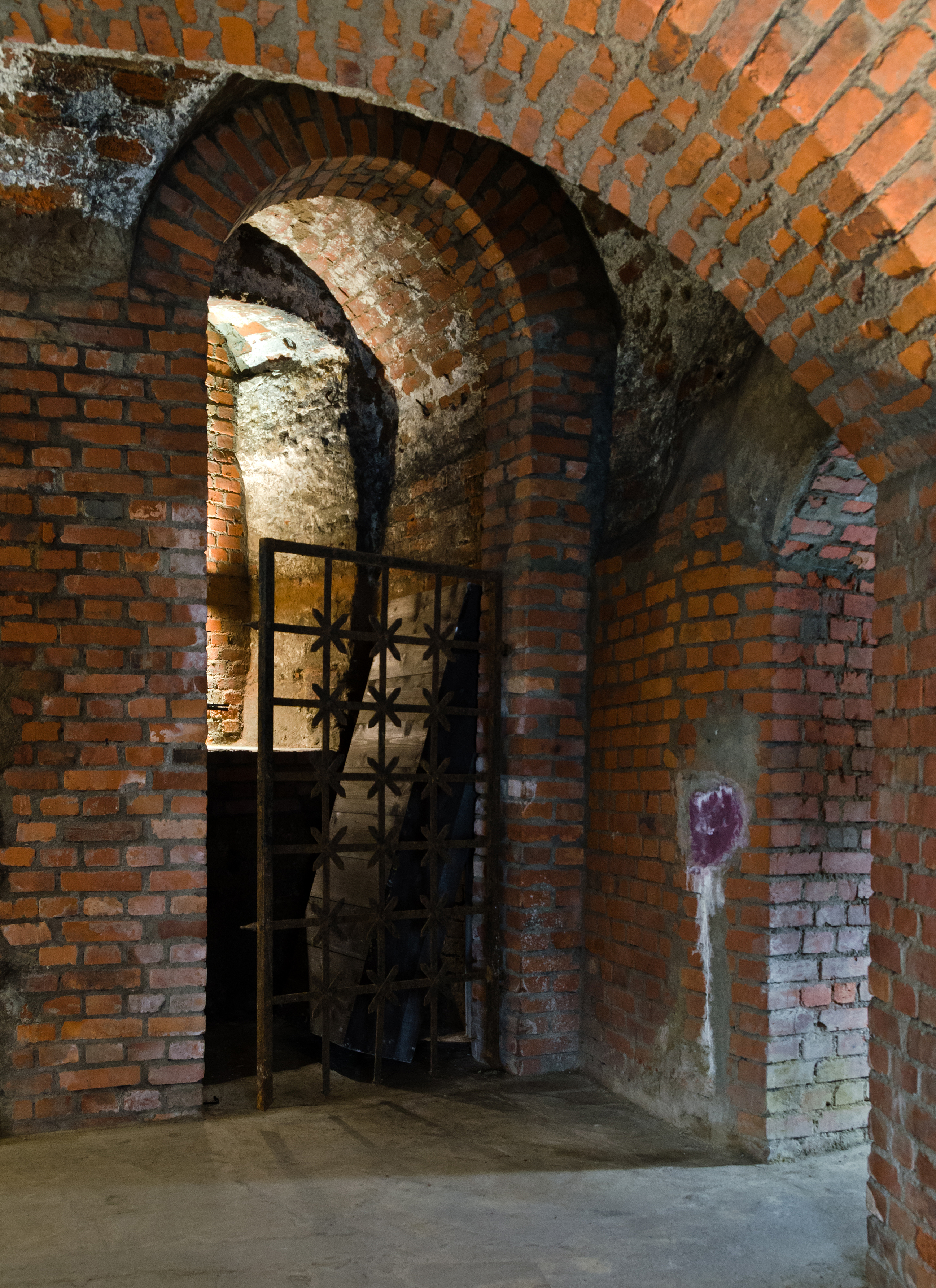
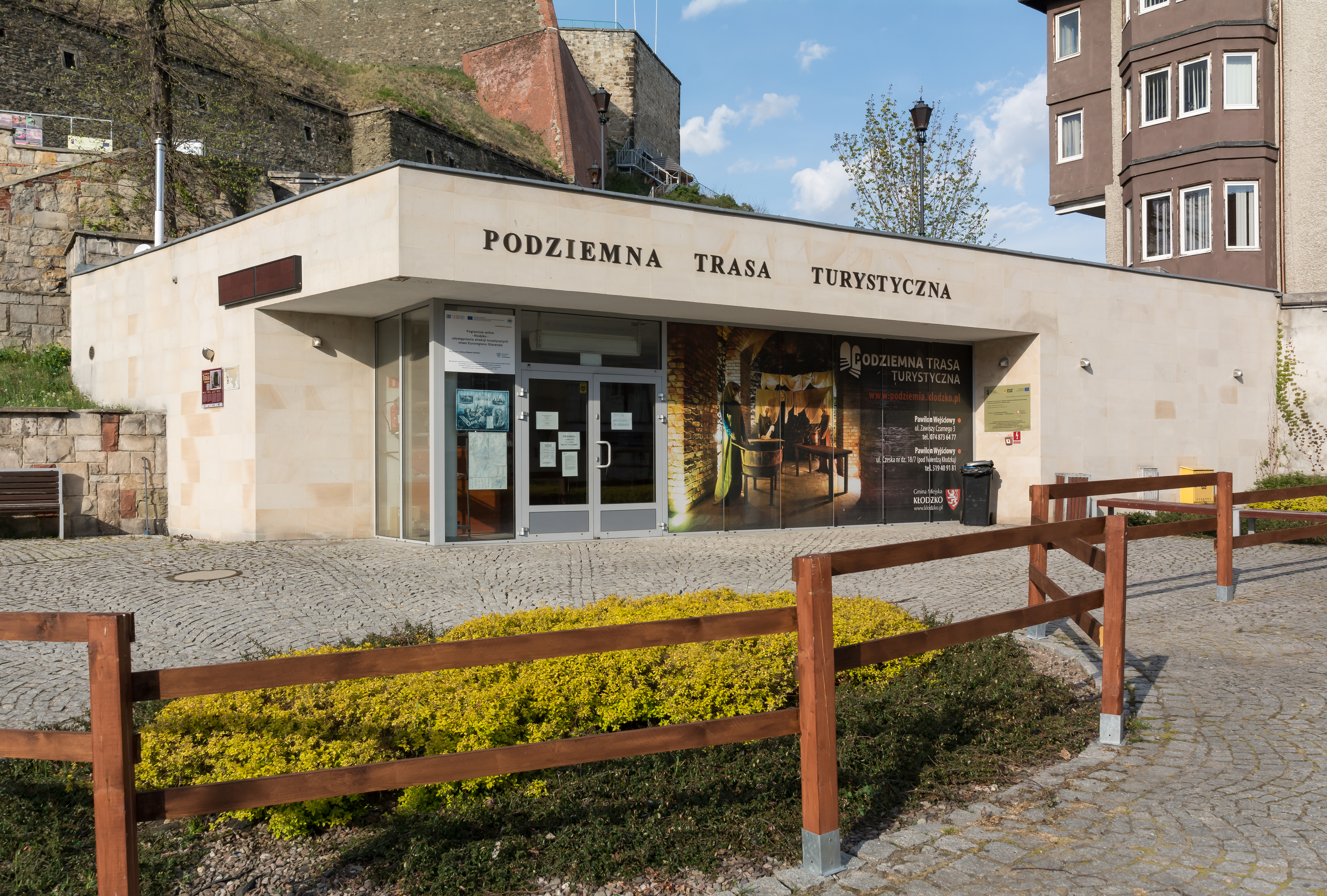